# Fort Good Hope (Ghana)
Pour les articles homonymes, voir Fort Good Hope.
Pour un article plus général, voir Forts de la côte ghanéenne.
Fort Goede Hoop, ou Fort Good Hope, est un ancien comptoir colonial fortifié situé sur la Côte-de-l'Or néerlandaise, et établi en 1667 près de Senya Beraku, au Ghana. Il fut un important lieu de la traite négrière occidentale, et fait partie depuis 1979 des forts de la côte ghanéenne inscrits sur la liste du patrimoine mondial de l'Unesco.

## Historique

### Comptoir colonial néerlandais
Les Néerlandais ont déjà un comptoir à Senya Beraku dans les années 1660, mais celui-ci est abandonné lorsque les Britanniques établissent leur fort à proximité de Winneba.

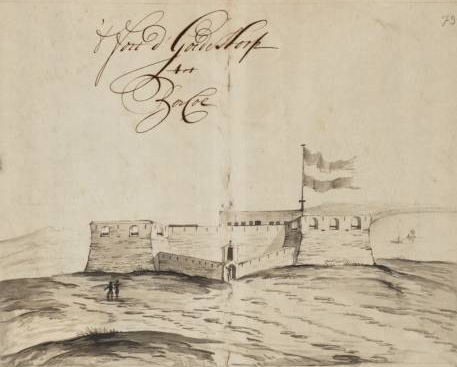
Le Fort Good Hope en 1709.

En 1704, les Néerlandais demandent à la reine d'Agona l'autorisation de construire un fort à Senya Beraku, sur un promontoire situé à proximité d'une baie pour accoster. Celui-ci devait servir au commerce de l'or avec Akim Oda, qui est au nord d'Agona.
Les Néerlandais construisent un petit fort triangulaire, qu'ils appellent Fort Goede Hoop (Bonne Espérance en français). C'est le dernier fort construit sur la Côte-de-l'Or. Le commerce de l'or n'est pas très prospère, mais plus tard des esclaves sont vendus au fort.

En 1715, le fort est trop petit et les Néerlandais décident de le doubler en brisant la diagonale, et en lui donnant une forme carrée. Une prison d'esclaves est aménagée dans le bastion sud-ouest du fort. Dans la seconde moitié du XVIIIe siècle, le fort est entouré d'une enceinte.

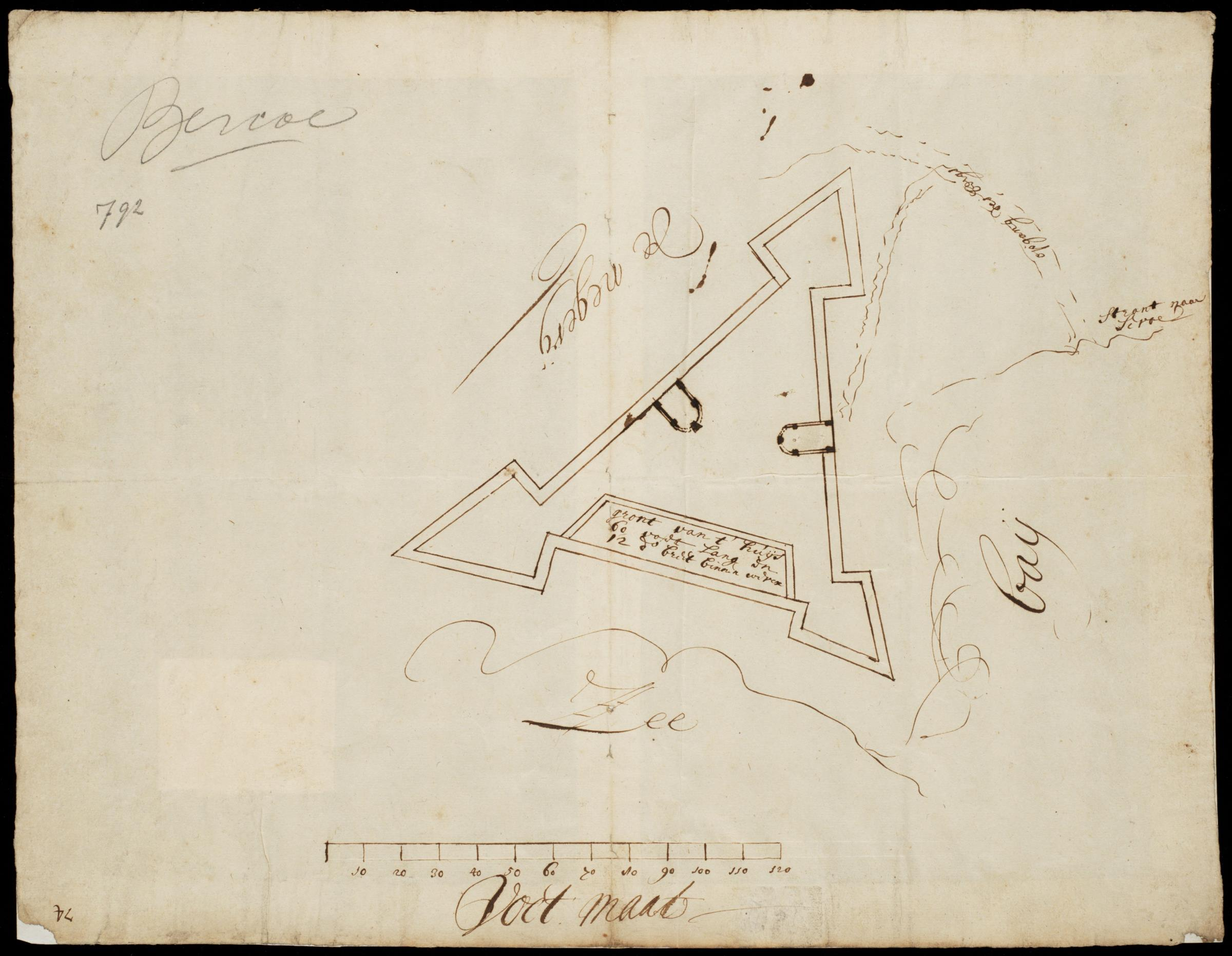
Plan du fort avant 1715.
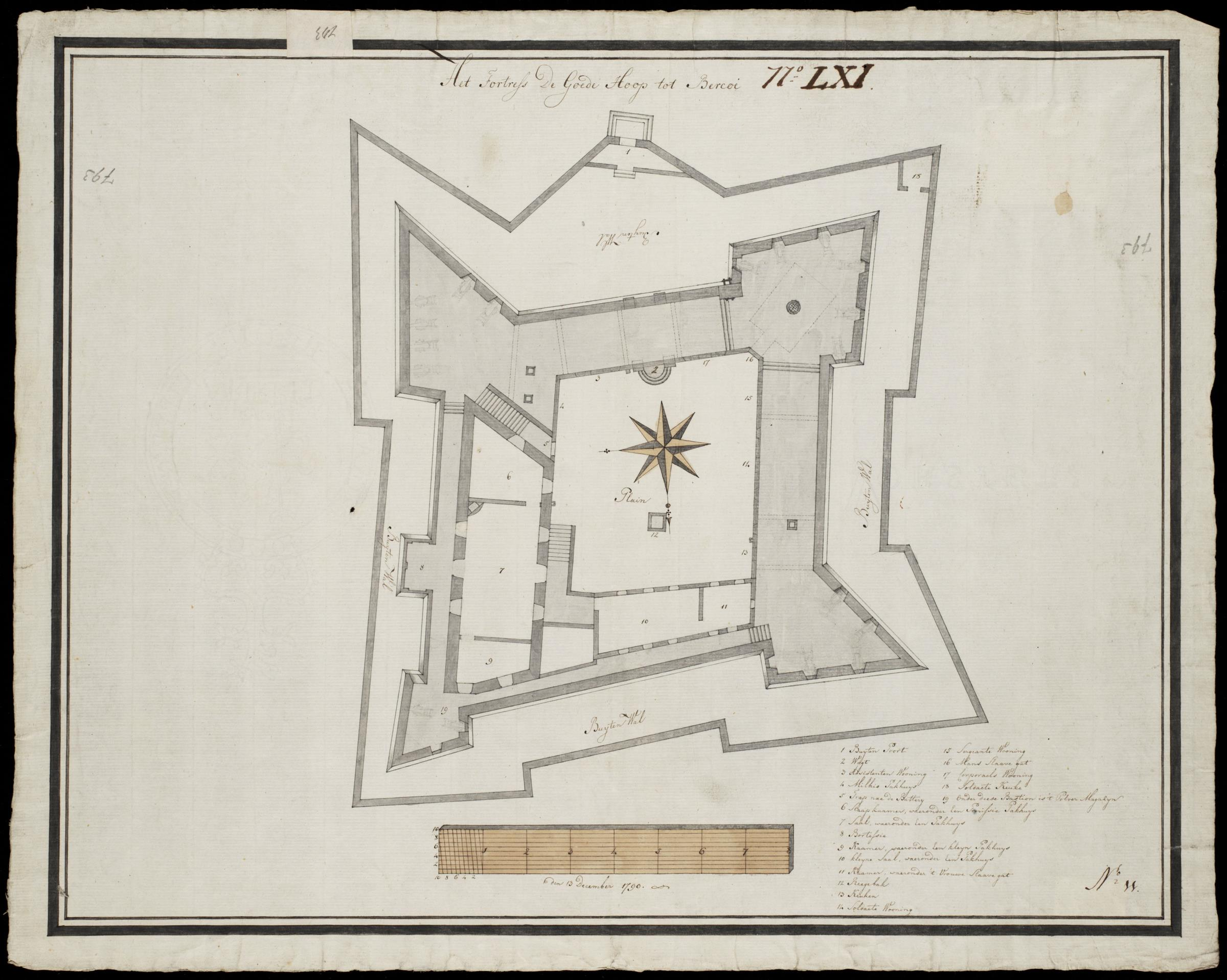
Plan du fort en 1790.

### Capture du fort par les Britanniques
Au début de 1782, pendant la quatrième guerre anglo-néerlandaise, le capitaine britannique Thomas Shirley à bord du navire de 50 canons Leander et du sloop de guerre Alligator navigue vers la Côte-de-l'Or néerlandaise. Il parvient à capturer les petits forts néerlandais à Moree (Fort Nassau - 20 canons), Kormantin (Fort Amsterdam - 32 canons), Apam (Fort Patience - 22 canons), Senya Beraku (Fort Goede Hoop - 18 canons), et Accra (Fort Crèvecoeur - 32 canons).
Le fort est occupé par la Grande-Bretagne jusqu'en 1785, ainsi que par la population Akim locale entre 1811 et 1816.
En 1868, le fort est cédé au Royaume-Uni dans le cadre d'un important commerce de forts entre les Pays-Bas et la Grande-Bretagne.

### Depuis l'indépendance du Ghana en 1957
Le fort sert actuellement de maison de repos et de site touristique.

## Protection patrimoniale
En raison de son témoignage sur la traite négrière atlantique et l'exploitation coloniale européenne, Fort Good Hope est inscrit, avec 27 autres sites en 1979, sur la liste du patrimoine mondial de l'UNESCO sous le nom de « Forts et châteaux de Volta, d'Accra et ses environs, et des régions centrale et ouest ».

## Caractéristiques
En 1724, en raison de la taille limitée du fort qui ne peut pas faire face au nombre croissant d'esclaves, le fort triangulaire est reconstruit dans sa forme rectangulaire actuelle. Il possède alors quatre bastions avec courtines, des garnisons et des salles pour les officiers, des cuisines, une prison pour femmes et pour hommes, des magasins, un grenier et une poudrière. Un mur extérieur a également été construit plus tard mais le mur a presque disparu.

## Galerie

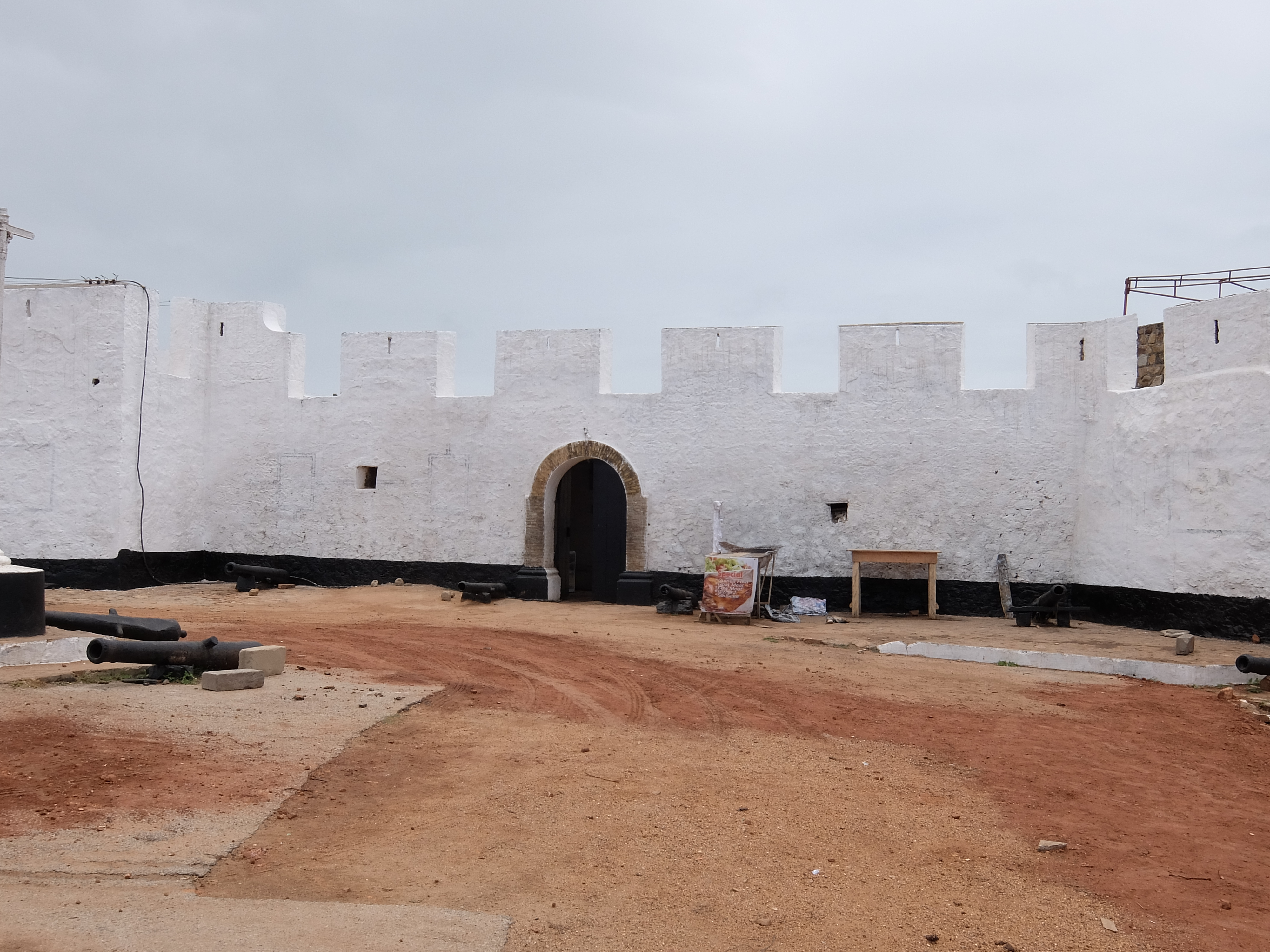
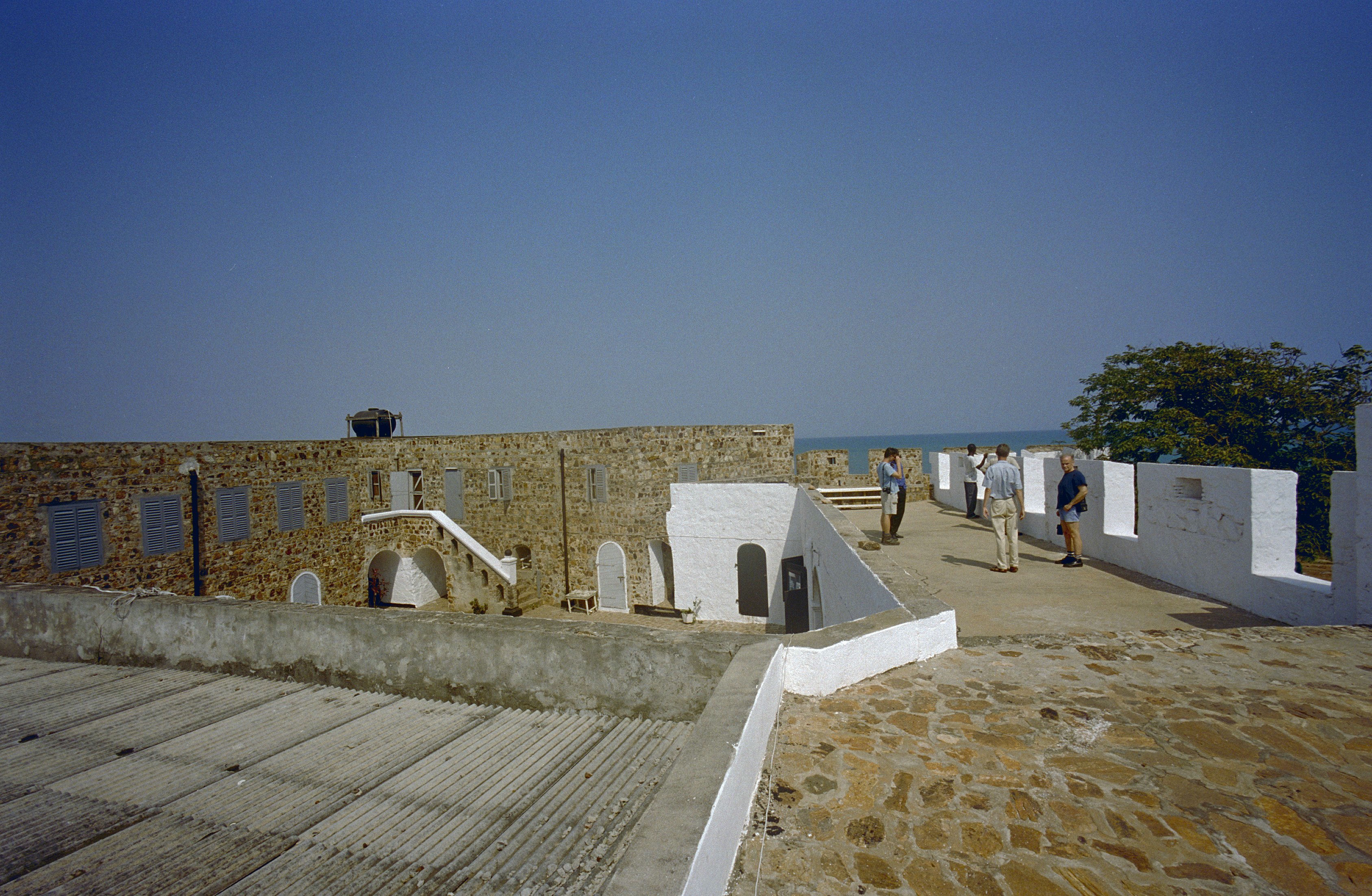
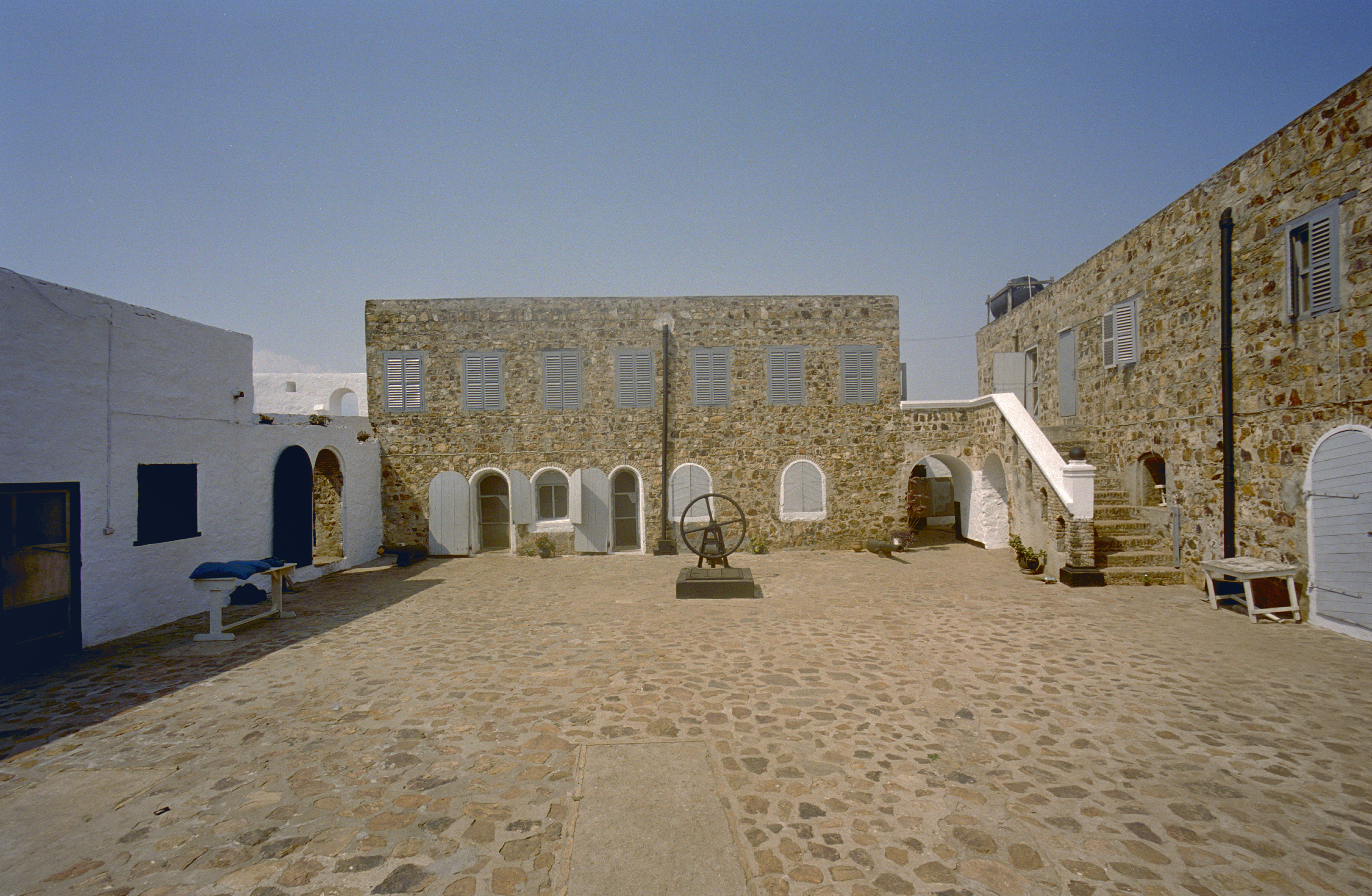